# Ourapteryx horishana
Ourapteryx horishana là một loài bướm đêm trong họ Geometridae.